# Гара Гіроші
Гіроші Гара (Hiroshi Hara (яп. 原 寛, Hara Hiroshi); 5 січня 1911 — 24 вересня 1986) — японський ботанік.
Гіроші Гара народився 1911 року в Наґано. Він навчався в Токійському університеті та став там професором у 1957 році. Між 1968 і 1971 роками він був директором новоствореного Університетського музею Токійського університету. Гара Гіроші спеціалізувався на мохах, але описував також інші рослини.